# Siamesischer Bürgerkrieg 1733
Der Siamesische Bürgerkrieg 1733 war ein Erbfolgekrieg zwischen dem siamesischen Maha Uparat (Vizekönig) Borommakot und dem Prinzen Aphai, einem Sohn des 1733 verstorbenen Königs Thai Sa.

## Vorgeschichte
Borommakot war ein Bruder von König Thai Sa (reg. 1709 bis 1733) und hielt bei dessen Tod den Posten des Vizekönigs im siamesischen Königreich Ayutthaya inne. Als solcher war er zur Thronfolge berechtigt, sollte der Herrscher sterben. Thai Sa wollte jedoch offenbar seinen Sohn, Prinz Aphai, als neuen Herrscher auf dem Thron wissen, allerdings versäumte er, Borommakot den Status des Vizekönigs abzuerkennen. Damit war die Thronfolge ungeklärt und Anlass für Auseinandersetzungen der unterschiedlichen Fraktionen am Hof von Ayutthaya.

## Verlauf
Prinz Aphai führte eine Streitmacht gegen die loyalen Kräfte von Borommakot. Zunächst vom Sieg gegen Borommakot überzeugt, desertierten die Krieger von Aphai im Angesicht der vorrückenden Soldaten Borommakots gegen den Palast. Aphai musste daraufhin fliehen und Borommakot übernahm die Kontrolle über den Palast und die Stadt Ayutthaya. Er befahl seinen Truppen, Apahi und dessen Bruder zu verfolgen, die beide gestellt und auf der Stelle getötet wurden. Im Anschluss stellte Borommakot sicher, dass alle seine Gegner getötet wurden. Dreihundert chinesische Einwohner von Ayutthaya standen gegen Borommakot auf und wurden daraufhin von dessen Truppen getötet. Damit waren alle Feinde des neuen Königs aus dem Weg geschafft.

## Folgen
Borommakot regierte bis 1758 ohne weitere Herausforderungen.